# Йордан Даниловски
Йордан Даниловски (на македонска литературна норма: Јордан Даниловски) е виден писател, поет, литературен критик, есеист и романист от Северна Македония.

## Биография
Даниловски е роден в западномакедонския град Дебър в 1957 година, тогава в Кралство Югославия. Завършва Филологическия факултет на Скопския университет. Работи като заместник-директор в Македонската телевизия. Член на Дружеството на писателите на Македония от 1986 година. Един от създателите на списанието „Стожер“ и на книжовната манифестация Празник на липите. Носител на наградите: „Братя Миладиновци“, „Ацо Шопов“.

## Трудове
- Голтач на пламен, 1982 (Гълтач на пламък)
- Движење, простор и време, 1984 (Движение, простор и време)
- Внатрешен говор, 1986 (Вътрешен говор)
- Множење на тишината, 1989 (Умножаване на тишината)
- Симона и приказните, 1991 (Симона и приказките, поезия за деца)
- Коба, 1992
- Симона е златниче, 1992 (поезия за деца)
- Гачки закачки, 1994 (скоропоговорки)
- Здрач, 1994
- Она Мона до Симона, 1994 (поезия за деца)
- Книга тма, 1996 (Книга тъма)
- Лудото легло, 1998 (поема)[1]